# Candi Milo
Candyce Anne Rose "Candi" Milo (født 9. januar 1961) er en amerikansk komiker og skuespiller.